# 柳家小太郎
柳家小太郎（やなぎや こたろう）は、落語家の名跡。主に二ツ目クラスが名乗る名前なので、代数は振らない。
- 柳家小太郎 - 後∶二代目柳家金三
- 柳家小太郎 - 後∶初代柳家小はん
- 柳家小太郎 - 現∶六代目柳家小さん
- 柳家小太郎 - 後∶四代目桂三木助
- 柳家小太郎 - 現∶六代目柳亭左龍
- 柳家小太郎 - 現∶柳家㐂三郎
- 柳家小太郎 - 本項に記載。

柳家 小太郎（やなぎや こたろう、1996年12月5日 - ）は、落語協会の落語家。本名∶前田 遼太郎。出囃子は『猩々』。

## 経歴
静岡県立藤枝東高校卒業。2018年3月、立命館大学を中途退学し六代目柳亭左龍に入門。大学では落語研究会に所属した。2019年7月21日に鈴々舎美馬と共に楽屋入り。前座名「左ん坊」。
2023年11月1日、春風亭いっ休、鈴々舎美馬と共に二ツ目に昇進、柳家小太郎となる。

## 芸歴
- 2018年3月 - 六代目柳亭左龍に入門[1]。
- 2019年7月 - 前座となる、前座名「柳亭左ん坊」[1]。
- 2023年11月 - 二ツ目昇進、「柳家小太郎」に改名。

## 著書
- 柳家さん喬一門本 ～世にも奇妙なお弟子たち～　＊さん喬と弟子たち共著（秀和システム、2021年1月）ISBN 978-4798063287